# Tercera Federación - Grupo XI 2025-26
La temporada 2025-26 del Grupo XI de la Tercera Federación de fútbol comenzará el 7 de septiembre de 2025 y finalizará el 10 de mayo de 2026. Posteriormente se disputará la promoción de ascenso entre el 17 de mayo y el 7 de junio en su fase territorial, y para finalizar en su fase nacional entre el 14 y 21 de junio. Se trata de la cuarta edición tras la restructuración de las categorías no profesionales por parte de la RFEF a causa de la pandemia global causada por el Coronavirus; y es la quinta categoría a nivel nacional.

## Sistema de competición
Participan dieciocho clubes encuadrados en un único grupo. Se enfrentan todos contra todos en dos ocasiones -una en campo propio y otra en campo contrario- durante un total de 34 jornadas. El orden de los encuentros se decide por sorteo antes de empezar la competición. La Federación de Fútbol de las Islas Baleares es la responsable de designar las fechas de los partidos y los árbitros de cada encuentro, reservando al equipo local la potestad de fijar el horario exacto de cada encuentro.
Una vez finalizada la competición, el primer clasificado asciende directamente a Segunda Federación y se proclama campeón de Tercera Federación.
Los clasificados entre el segundo y el quinto lugar disputan un Play Off territorial en formato de eliminatorias a doble partido ida y vuelta. En caso de empate el vencedor de la eliminatoria es el equipo mejor clasificado. El equipo vencedor de este Play Off se clasifica a la Promoción de ascenso a Segunda Federación que tiene carácter de final interterritorial.
Los tres últimos clasificados descienden directamente a las ligas preferentes de Ibiza-Formentera, Mallorca o Menorca. Puede haber más descensos por arrastre provocados por descensos de superior categoría.

## Ascensos y descensos
| Pos. | Ascendidos a 2.ª Federación |
| ---- | --------------------------- |
| 1º   | U. D. Poblense              |
| 4º   | U. D. Porreres              |

| Pos. | Descendidos de 2.ª Federación |
| ---- | ----------------------------- |
| 15.º | S. C. R. Peña Deportiva       |
| 17.º | R. C. D. Mallorca "B"         |

| Pos.  | Ascendidos de Ligas Preferentes |
| ----- | ------------------------------- |
| 1º ML | U. D. Rotlet Molinar            |
| 3º ML | C. D. Son Cladera               |
| 6º ML | C. D. Cardassar                 |
| 1º IF | Inter Ibiza C. D.               |

| Pos. | Descendidos a Ligas Preferentes |
| ---- | ------------------------------- |
| 15.º | S. D. Portmany                  |
| 16.º | P. E. Sant Jordi                |
| 17.º | C. E. Campos                    |
| 18.º | C. D. Migjorn                   |

## Equipos

### Listado de equipos
| Equipo                  | Localidad                       | Estadio                       | Capacidad |
| ----------------------- | ------------------------------- | ----------------------------- | --------- |
| U. D. Alcudia           | Alcudia                         | Municipal                     | 1.750     |
| C. D. Binisalem         | Binisalem                       | Miquel Pons                   | 2.000     |
| C. D. Cardassar         | San Lorenzo del Cardezar        | Es Moleter                    | 1.000     |
| U. D. Collerense        | Palma de Mallorca               | Ca Na Paulina                 | 1.000     |
| C. D. Constancia        | Inca                            | Nuevo Campo de Inca           | 10.000    |
| C. D. Felanich          | Felanich                        | Es Torrentó-Mariona Caldentey | 2.000     |
| S. D. Formentera        | San Francisco Javier            | Municipal de Formentera       | 500       |
| Inter Ibiza C. D.       | Ibiza                           | Can Cantó                     | 1.000     |
| C. D. Llosetense        | Lloseta                         | Es Puig                       | 2.000     |
| R. C. D. Mallorca "B"   | Palma de Mallorca               | Estadi Son Bibiloni           | 1.500     |
| C. D. Manacor           | Manacor                         | Na Capellera                  | 4.000     |
| C. D. Mercadal          | Mercadal                        | San Martí                     | 1.000     |
| S. E. Penya Independent | San Miguel de Balansat          | Camp Municipal de Fútbol      | 1.000     |
| S. C. R. Peña Deportiva | Santa Eulalia del Río           | Camp Municipal de Fútbol      | 1.500     |
| C. F. Playas de Calviá  | Calviá                          | Polideportivo de Magaluf      | 3.500     |
| U. D. Rotlet Molinar    | El Molinar (Palma de Mallorca)  | Camp Municipal                |           |
| C. D. Santañí           | Santañí                         | Municipal de Santañí          | 4.000     |
| C. D. Son Cladera       | Son Cladera (Palma de Mallorca) | Camp Municipal                |           |

| Alcudia Binisalem Cardassar Collerense Constancia Felanich Formentera Inter Ibiza Llosetense Mallorca "B" Manacor Mercadal Penya Ind. Peña Dep. Pl. Calviá Rotlet Molinar Santañí Son Cladera |

## Clasificación
| Pos. | Equipo                  | Pts. | PJ | G | E | P | GF | GC | Dif. |                                             |
| ---- | ----------------------- | ---- | -- | - | - | - | -- | -- | ---- | ------------------------------------------- |
| 1    | U. E. Alcudia           | 0    | 0  | 0 | 0 | 0 | 0  | 0  | 0    | Ascenso a Segunda Federación y Copa del Rey |
| 2    | C. D. Binisalem         | 0    | 0  | 0 | 0 | 0 | 0  | 0  | 0    | Play-Offs Ascenso a Segunda Federación      |
| 3    | C. D. Cardassar         | 0    | 0  | 0 | 0 | 0 | 0  | 0  | 0    | Play-Offs Ascenso a Segunda Federación      |
| 4    | U. D. Collerense        | 0    | 0  | 0 | 0 | 0 | 0  | 0  | 0    | Play-Offs Ascenso a Segunda Federación      |
| 5    | C. D. Constancia        | 0    | 0  | 0 | 0 | 0 | 0  | 0  | 0    | Play-Offs Ascenso a Segunda Federación      |
| 6    | C. D. Felanich          | 0    | 0  | 0 | 0 | 0 | 0  | 0  | 0    |                                             |
| 7    | S. D. Formentera        | 0    | 0  | 0 | 0 | 0 | 0  | 0  | 0    |                                             |
| 8    | Inter Ibiza C. D.       | 0    | 0  | 0 | 0 | 0 | 0  | 0  | 0    |                                             |
| 9    | C. D. Llosetense        | 0    | 0  | 0 | 0 | 0 | 0  | 0  | 0    |                                             |
| 10   | R. C. D. Mallorca "B"   | 0    | 0  | 0 | 0 | 0 | 0  | 0  | 0    |                                             |
| 11   | C. D. Manacor           | 0    | 0  | 0 | 0 | 0 | 0  | 0  | 0    |                                             |
| 12   | C. D. Mercadal          | 0    | 0  | 0 | 0 | 0 | 0  | 0  | 0    |                                             |
| 13   | S. E. Penya Independent | 0    | 0  | 0 | 0 | 0 | 0  | 0  | 0    |                                             |
| 14   | S. C. R. Peña Deportiva | 0    | 0  | 0 | 0 | 0 | 0  | 0  | 0    |                                             |
| 15   | C. F. Playas de Calviá  | 0    | 0  | 0 | 0 | 0 | 0  | 0  | 0    |                                             |
| 16   | U. D. Rotlet Molinar    | 0    | 0  | 0 | 0 | 0 | 0  | 0  | 0    | Descenso a Preferente                       |
| 17   | C. D. Santañí           | 0    | 0  | 0 | 0 | 0 | 0  | 0  | 0    | Descenso a Preferente                       |
| 18   | C. D. Son Cladera       | 0    | 0  | 0 | 0 | 0 | 0  | 0  | 0    | Descenso a Preferente                       |

Actualizado a los partidos jugados el 7 de septiembre de 2025.
 Fuente: BeSoccer

### Evolución de la clasificación
| Jornada | 1 | 2 | 3 | 4 | 5 | 6 | 7 | 8 | 9 | 10 | 11 | 12 | 13 | 14 | 15 | 16 | 17 | 18 | 19 | 20 | 21 | 22 | 23 | 24 | 25 | 26 | 27 | 28 | 29 | 30 | 31 | 32 | 33 | 34 |
| Equipo  |   |   |   |   |   |   |   |   |   |    |    |    |    |    |    |    |    |    |    |    |    |    |    |    |    |    |    |    |    |    |    |    |    |    |
| ------- | - | - | - | - | - | - | - | - | - | -- | -- | -- | -- | -- | -- | -- | -- | -- | -- | -- | -- | -- | -- | -- | -- | -- | -- | -- | -- | -- | -- | -- | -- | -- |
|         |   |   |   |   |   |   |   |   |   |    |    |    |    |    |    |    |    |    |    |    |    |    |    |    |    |    |    |    |    |    |    |    |    |    |

## Resultados
| Local \ Visitante       | ALC | BIN | CAR | COL | CON | FEL | FOR | INT | LLO | MAL | MAN | MER | PEN | PEÑ | PLA | ROT | SAN | SON |
| ----------------------- | --- | --- | --- | --- | --- | --- | --- | --- | --- | --- | --- | --- | --- | --- | --- | --- | --- | --- |
| U. E. Alcudia           | —   |     |     |     |     |     |     |     |     |     |     |     |     |     |     |     |     |     |
| C. D. Binisalem         |     | —   |     |     |     |     |     |     |     |     |     |     |     |     |     |     |     |     |
| C. D. Cardassar         |     |     | —   |     |     |     |     |     |     |     |     |     |     |     |     |     |     |     |
| U. D. Collerense        |     |     |     | —   |     |     |     |     |     |     |     |     |     |     |     |     |     |     |
| C. D. Constancia        |     |     |     |     | —   |     |     |     |     |     |     |     |     |     |     |     |     |     |
| C. D. Felanich          |     |     |     |     |     | —   |     |     |     |     |     |     |     |     |     |     |     |     |
| S. D. Formentera        |     |     |     |     |     |     | —   |     |     |     |     |     |     |     |     |     |     |     |
| Inter Ibiza C. D.       |     |     |     |     |     |     |     | —   |     |     |     |     |     |     |     |     |     |     |
| C. D. Llosetense        |     |     |     |     |     |     |     |     | —   |     |     |     |     |     |     |     |     |     |
| R. C. D. Mallorca "B"   |     |     |     |     |     |     |     |     |     | —   |     |     |     |     |     |     |     |     |
| C. D. Manacor           |     |     |     |     |     |     |     |     |     |     | —   |     |     |     |     |     |     |     |
| C. D. Mercadal          |     |     |     |     |     |     |     |     |     |     |     | —   |     |     |     |     |     |     |
| S. E. Penya Independent |     |     |     |     |     |     |     |     |     |     |     |     | —   |     |     |     |     |     |
| S. C. R. Peña Deportiva |     |     |     |     |     |     |     |     |     |     |     |     |     | —   |     |     |     |     |
| C. F. Playas de Calviá  |     |     |     |     |     |     |     |     |     |     |     |     |     |     | —   |     |     |     |
| U. D. Rotlet Molinar    |     |     |     |     |     |     |     |     |     |     |     |     |     |     |     | —   |     |     |
| C. D. Santañí           |     |     |     |     |     |     |     |     |     |     |     |     |     |     |     |     | —   |     |
| C. D. Son Cladera       |     |     |     |     |     |     |     |     |     |     |     |     |     |     |     |     |     | —   |